# Toramantel
Ein Toramantel (hebräisch מְעִיל, Meʿil, Plural: Meʿilim) ist ein textiler Ritualgegenstand in der Synagoge, der dazu dient, die Torarolle zu schmücken und zu schützen. Toramäntel sind meist aus Samt oder Seide gefertigt und mit Darstellungen einer Krone, der Gesetzestafeln oder Löwen bestickt.
Sephardische Toramäntel sind oft zylindrisch geformt, während aschkenasische Toramäntel flach sind. Im Orientalischen Judentum wird zum Schutz der Torarolle statt des Toramantels ein Tik verwendet.

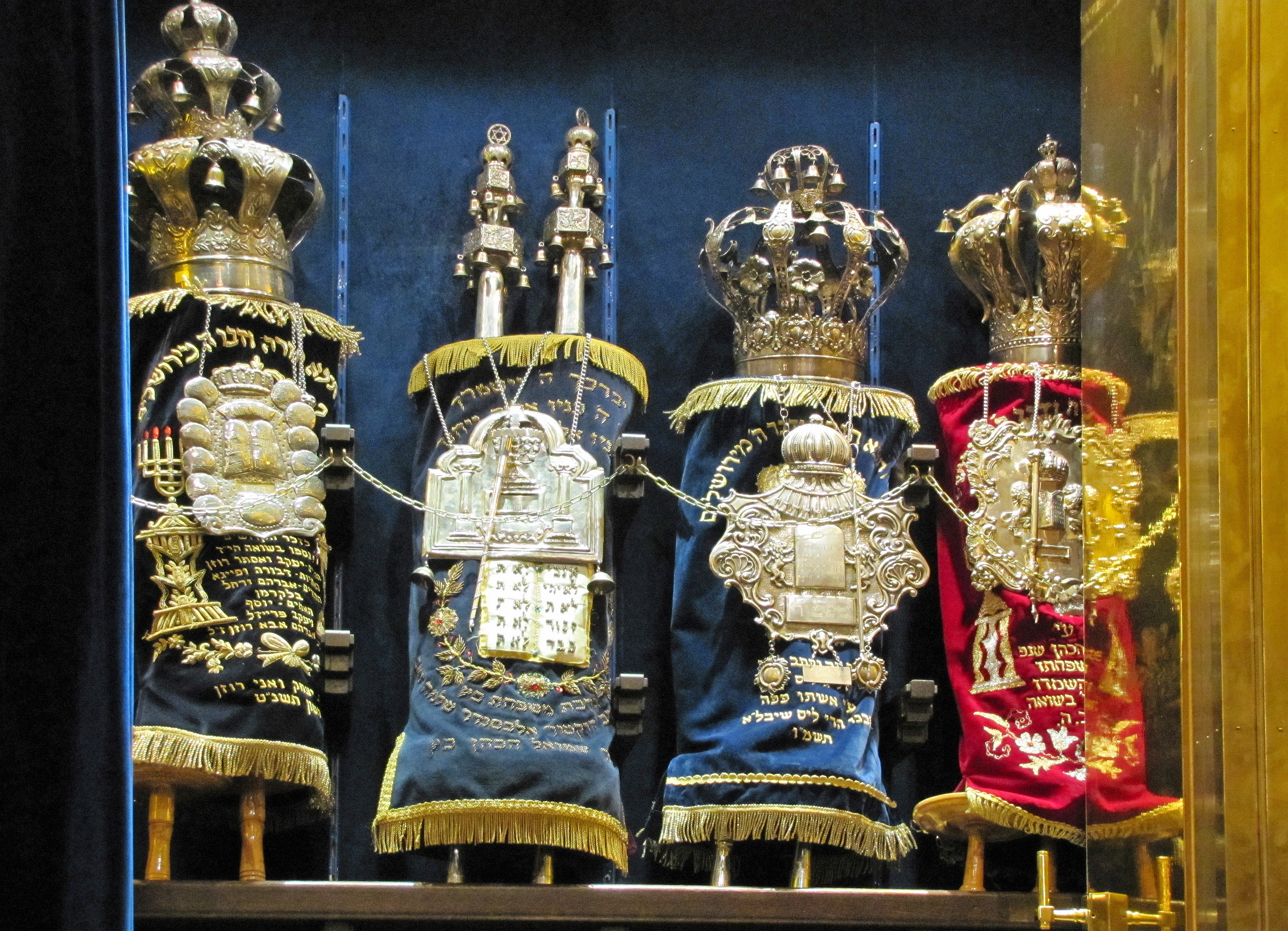
In Mäntel gehüllte Torarollen in der Westend-Synagoge, Frankfurt am Main
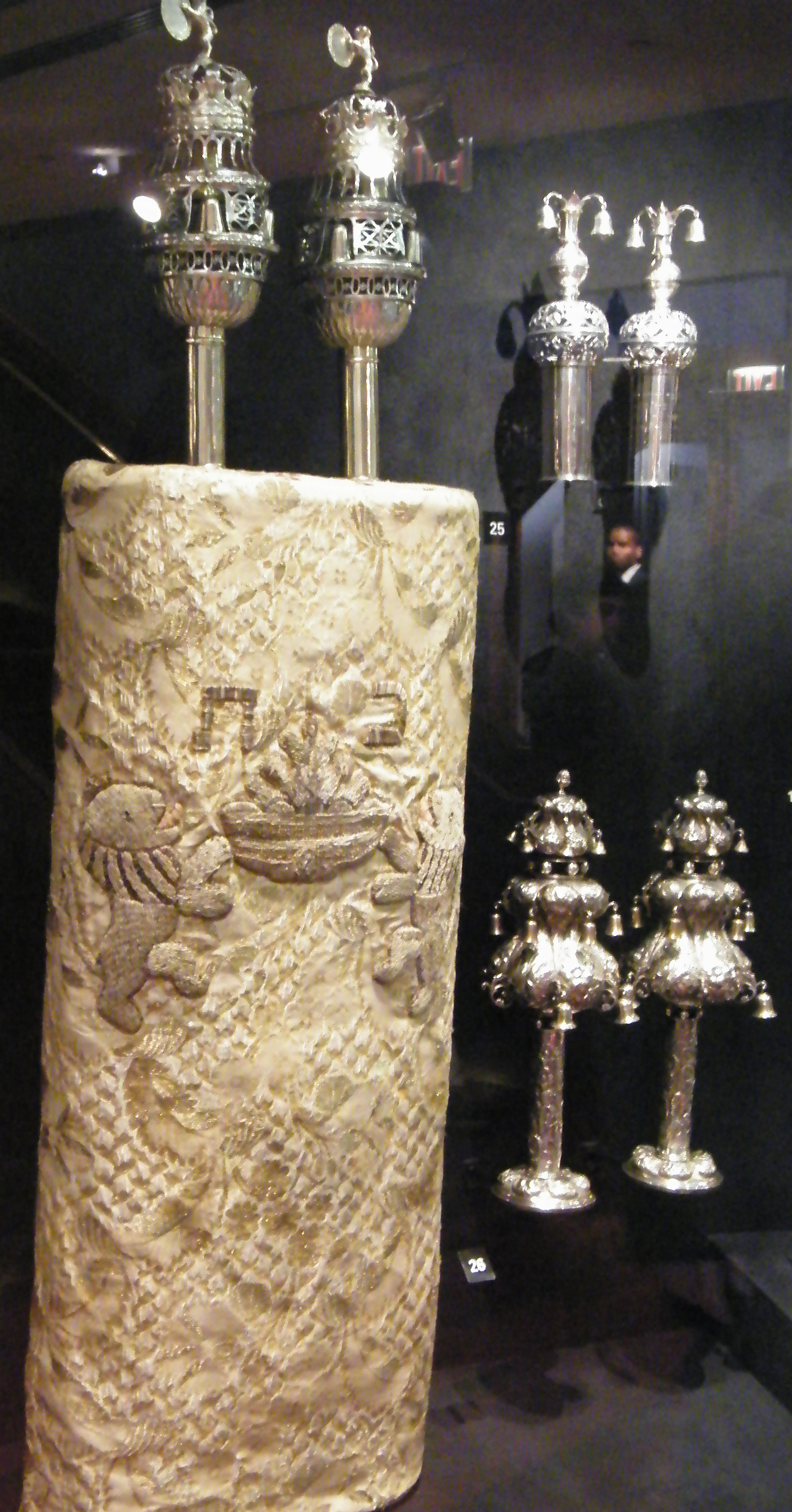
Toramantel mit Toraaufsätzen (Rimonim)
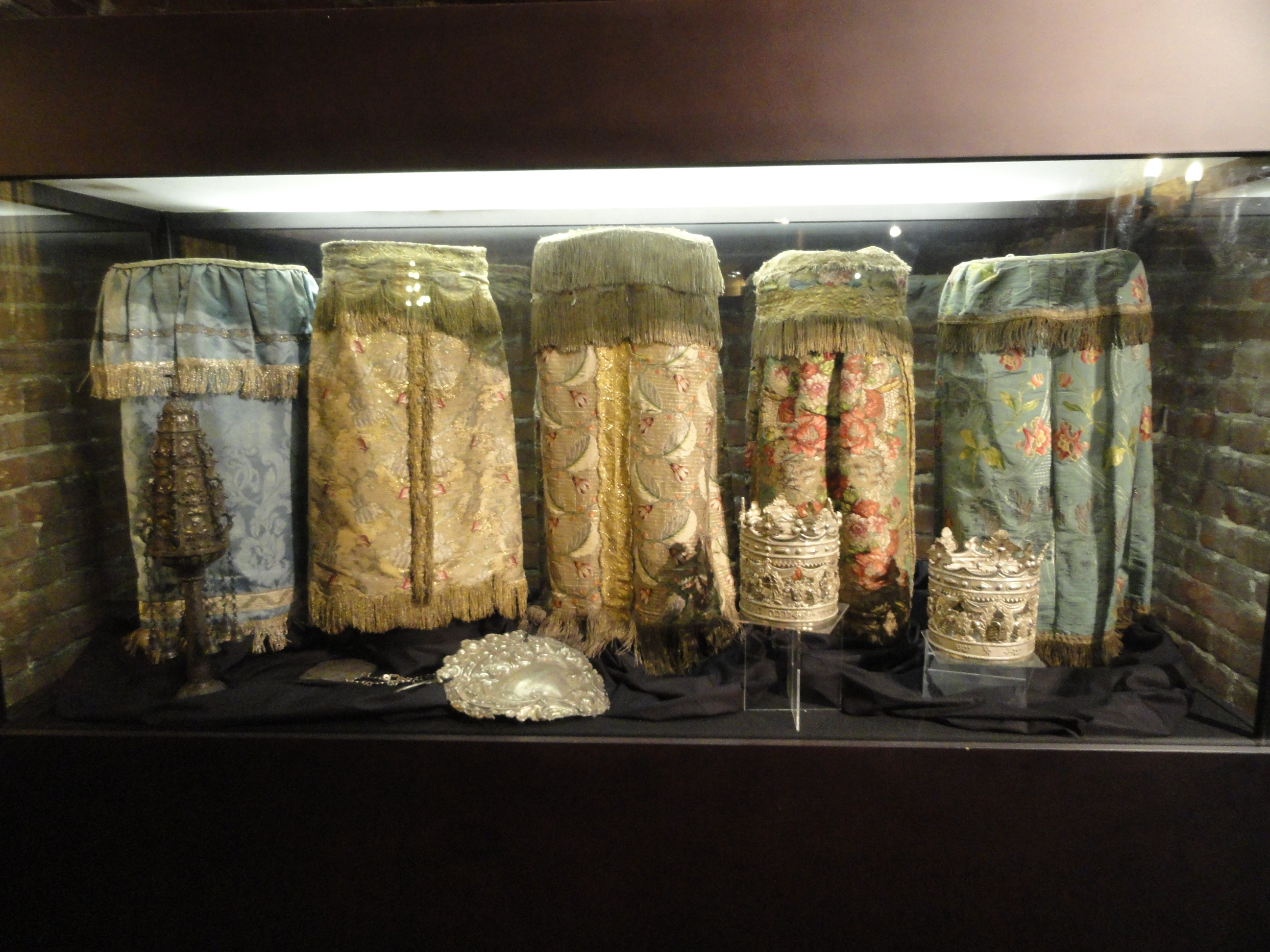
Toramäntel, Turin
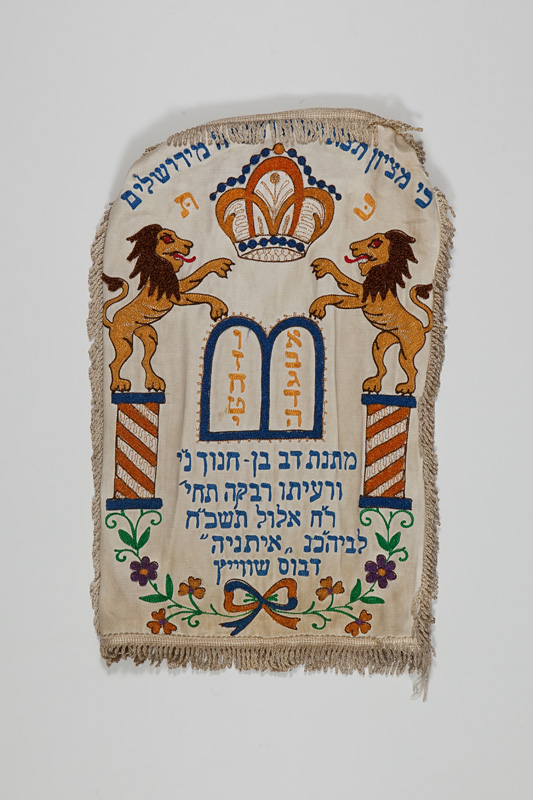
Tora-Mantel aus Davos, 1968, in der Sammlung des Jüdischen Museums der Schweiz.
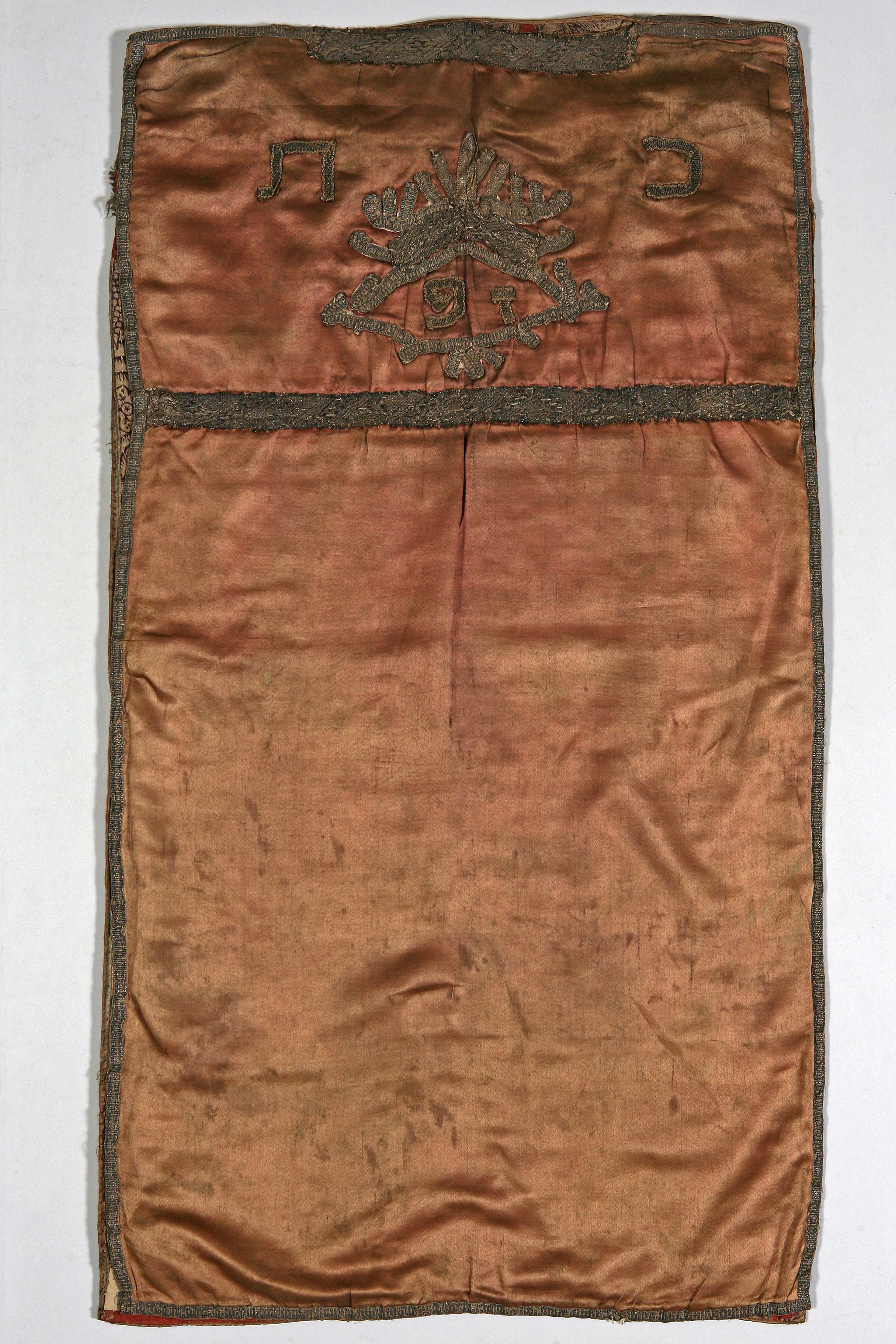
Toramantel aus Lengnau mit den hebräischen Buchstaben Kav und Tav, 18. Jahrhundert.